# Matylda Bavorská
Matylda Ludovika Bavorská (30. září 1843 Pöcking – 18. červen 1925 Mnichov) byla bavorská princezna a provdaná hraběnka z Trani.

## Dětství a mládí
Narodila se na zámku Possenhofen u Starnberského jezera jako příslušnice bavorské vévodské rodiny. Byla již sedmým potomkem a čtvrtou dcerou narozenou z manželství vévody Maxe Josefa s princeznou Ludovikou. Oba rodiče náleželi k Wittelsbašské dynastii. Matka vyrostla na bavorském královském dvoře a jako jediná z dcer bavorského krále Maxmiliána I. se musela provdat „pod úroveň“. Otec si na rozdíl od své ženy nepotrpěl na formality, vedl veselý život, často cestoval a rovněž nenechal na pokoji žádnou sukni. Titul, jehož nositelem se stal po smrti otce Pia, udělil teprve nedávno (1799) bavorský vévoda Maxmilián IV. jeho dědečkovi Vilémovi a zněl Vévoda v Bavorsku (Herzog in Bayern).
Matylda, které se pro její vysoký hlásek přezdívalo „Vrabčák“ (německy Spatz), vyrůstala společně se svými sourozenci Ludvíkem (1831–1920), Helenou (1834–1890), Alžbětou (1837–1898), Karlem Teodorem (1839–1909), Marií (1841–1925), Sofií (1847–1897) a Maxem Emanuelem (1849–1893) v mnichovském paláci nebo na venkovském zámečku v Possenhofenu, jež děti milovaly. S otcem, který kazil matčino úsilí o vzdělání dětí, chodily do cirkusu (vlastní manéž nechal vévoda postavit i ve svém paláci v Mnichově), cvičily se v jízdě na koni a hře na citeru.
Poklidný rodinný život, ačkoliv na mladší členy asi změny příliš nedolehly, se změnil ve chvíli, kdy se matčina sestra rozhodla pro sňatek svého syna s bavorskou princeznou. Arcivévodkyně Žofie zvolila za budoucí manželku rakouského císaře Matyldinu starší sestru Helenu. Císař František Josef I. se ovšem v lázních Bad Ischl na první pohled zamiloval do jejich další sestry Alžběty. Ta opustila Mnichov 20. dubna 1854, aby se o čtyři dny později ve Vídni stala manželkou Františka Josefa I. a rakouskou císařovnou.
Sestra Helena se provdala až o čtyři roky později za „poštovního” prince Maxmilián Thurn-Taxis. Ve třiatřiceti letech ovdověla a v roce 1871, po smrti tchána Maxmiliána Karla Thurn-Taxis, se stala hlavou domu Thurn-Taxisů za svého neplnoletého syna.
V roce 1859 se uskutečnily v rodině bavorského vévody dvě svatby. Nejprve se 3. února 1859 v Mnichově provdala Matyldina oblíbená sestra Marie za bourbonského prince Františka II., s nímž se 22. května téhož roku stala královnou obojí Sicílie. Dne 28. května 1859 v Augsburgu pak uzavřel morganatické manželství nejstarší bratr Ludvík. Pro herečku Jindřišku Mendlovou, která mu již porodila dvě děti, se vzdal bavorského následnictví a získal povolení k sňatku. Jejich dcera Marie Luisa Larischová-Wallersee později sehrála nešťastnou úlohu v tzv. Mayerlinské aféře.

## Matylda tranijskou hraběnkou

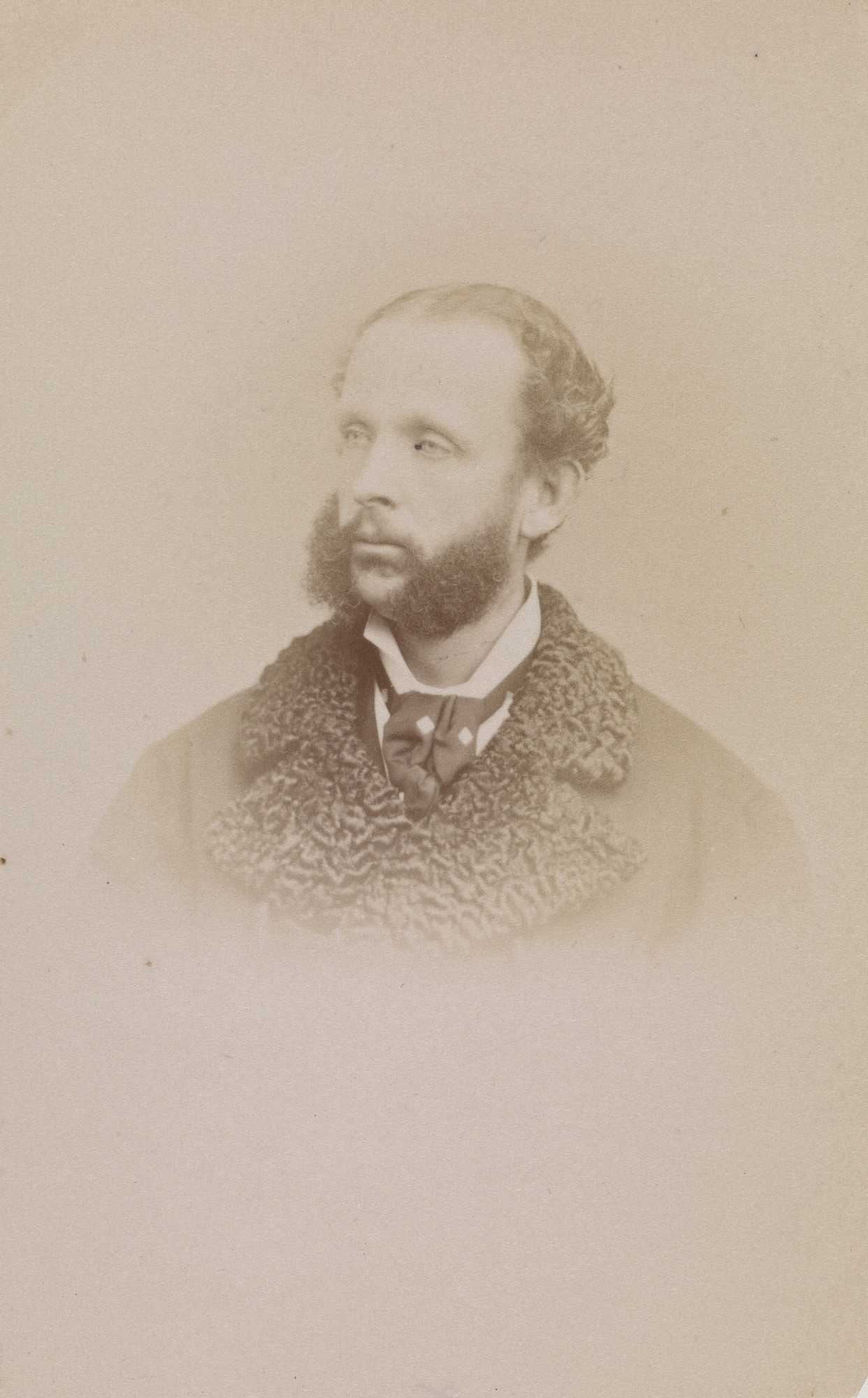
Manžel Ludvík Trani

Hlavním cílem každé matky bylo dojednat pro svou dceru výhodný sňatek, přičemž Matyldiným manželem se měl stát přinejmenším princ královské krve, protože byla koneckonců sestrou rakouské císařovny a královny obojí Sicílie. Matka zamířila pro vhodného ženicha i tentokrát do rodu Bourbon-Obojí Sicílie a jako vhodnou partii pro svou dceru zvolila opět syna krále Obojí Sicílie Ferdinanda II. Tranijský hrabě Ludvík (1838–1886) byl pohledný a sebevědomý mladík.
Svatba se konala 5. června 1861 v Mnichově a následně se mladá nevěsta vydala do svého nového domova v Itálii, kde pobývala i její starší sestra Marie, která byla do 20. března 1861 královnou obojí Sicílie (jejího manžela svrhli Garibaldiho vojáci). Dne 15. ledna 1867 přivedla na svět ve švýcarském Curychu svou jedinou dceru Marii Terezii (1867–1909), zvanou Mädi, pozdější kněžnu ze Sigmaringenu.
Manželství nebylo pro oba manželé dle představ. Ludvík utápěl žal v alkoholu a náručí četných žen, zatímco Matylda trávila čas se svou sestrou v Římě. Později pobývala v Paříži či lázních Baden-Baden nebo doprovázela jak Marii tak Alžbětu na četných cestách. V roce 1886 zemřel její manžel (podle některých zdrojů spáchal sebevraždu), ale Matylda se již znovu neprovdala.

## Nemanželská dcera
V prvních letech manželství prožila v Neapoli románek se španělským diplomatem Salvadorem Bermúdez de Castro y Díez (1817–1883). Vztah vyústil v lednu 1864 narozením dcery Marie (1864–1945), která přišla svět v římské Ville Farnesina. Dívka bylo ihned po narození poslána na výchovu k rodině svého otce. Se svojí matkou se pravděpodobně již nikdy nesetkala. Později byla provdána za Alvara Péreze de Barradas y Fernández de Cordoba (1860–1939), markýze z Peñaflor.

## Zpátky v Bavorsku
Během 1. světové války žila ve Švýcarsku a později pobývala i s Marií v Mnichově, kde také zemřela krátce po ní v jednaosmdesáti letech 18. června 1925. Matylda zemřela jako poslední z devíti potomků bavorského vévody Maxe Josefa a princezny Ludoviky. Přežila také svou jedinou dceru Marii, která zemřela v březnu 1909 zřejmě na roztroušenou sklerózu.

## Vývoj z předků
|                  |                                       |  |                                     |                                       |  |  |  |  |  |  |  | Jan Karel Falcko-Gelnhausenský |
|                  |                                       |  |                                     |                                       |  |  |  |  |  |  |  |                                |
|                  | Vilém Bavorský                        |  |                                     |                                       |  |  |  |  |  |  |  |                                |
|                  |                                       |  |                                     |                                       |  |  |  |  |  |  |  |                                |
|                  |                                       |  |                                     | Žofie Šarlota Salm-Dhaunská           |  |  |  |  |  |  |  |                                |
|                  |                                       |  |                                     |                                       |  |  |  |  |  |  |  |                                |
|                  | Pius Augustus Bavorský                |  |                                     |                                       |  |  |  |  |  |  |  |                                |
|                  |                                       |  |                                     |                                       |  |  |  |  |  |  |  |                                |
|                  |                                       |  |                                     | Fridrich Michal Falcko-Zweibrückenský |  |  |  |  |  |  |  |                                |
|                  |                                       |  |                                     |                                       |  |  |  |  |  |  |  |                                |
|                  | Maria Anna Falcko-Zweibrückenská      |  |                                     |                                       |  |  |  |  |  |  |  |                                |
|                  |                                       |  |                                     |                                       |  |  |  |  |  |  |  |                                |
|                  |                                       |  |                                     | Marie Františka Falcko-Sulzbašská     |  |  |  |  |  |  |  |                                |
|                  |                                       |  |                                     |                                       |  |  |  |  |  |  |  |                                |
|                  | Maxmilián Josef Bavorský              |  |                                     |                                       |  |  |  |  |  |  |  |                                |
|                  |                                       |  |                                     |                                       |  |  |  |  |  |  |  |                                |
|                  |                                       |  |                                     | Karel Maria Raimund z Arenbergu       |  |  |  |  |  |  |  |                                |
|                  |                                       |  |                                     |                                       |  |  |  |  |  |  |  |                                |
|                  | Ludvík Engelbert z Arenbergu          |  |                                     |                                       |  |  |  |  |  |  |  |                                |
|                  |                                       |  |                                     |                                       |  |  |  |  |  |  |  |                                |
|                  |                                       |  |                                     | Luisa Marie de La Marck ze Schleidenu |  |  |  |  |  |  |  |                                |
|                  |                                       |  |                                     |                                       |  |  |  |  |  |  |  |                                |
|                  | Amálie Luisa Arenberková              |  |                                     |                                       |  |  |  |  |  |  |  |                                |
|                  |                                       |  |                                     |                                       |  |  |  |  |  |  |  |                                |
|                  |                                       |  |                                     | Louis Joseph de Mailly                |  |  |  |  |  |  |  |                                |
|                  |                                       |  |                                     |                                       |  |  |  |  |  |  |  |                                |
|                  | Marie Adélaïde Julie de Mailly        |  |                                     |                                       |  |  |  |  |  |  |  |                                |
|                  |                                       |  |                                     |                                       |  |  |  |  |  |  |  |                                |
|                  |                                       |  |                                     | Adélaïde Julie d'Hautefort            |  |  |  |  |  |  |  |                                |
|                  |                                       |  |                                     |                                       |  |  |  |  |  |  |  |                                |
| Matilda Bavorská |                                       |  |                                     |                                       |  |  |  |  |  |  |  |                                |
|                  |                                       |  |                                     |                                       |  |  |  |  |  |  |  |                                |
|                  |                                       |  | Kristián III. Falcko-Zweibrückenský |                                       |  |  |  |  |  |  |  |                                |
|                  |                                       |  |                                     |                                       |  |  |  |  |  |  |  |                                |
|                  | Fridrich Michal Falcko-Zweibrückenský |  |                                     |                                       |  |  |  |  |  |  |  |                                |
|                  |                                       |  |                                     |                                       |  |  |  |  |  |  |  |                                |
|                  |                                       |  |                                     | Karolína Nasavsko-Saarbrückenská      |  |  |  |  |  |  |  |                                |
|                  |                                       |  |                                     |                                       |  |  |  |  |  |  |  |                                |
|                  | Maxmilián I. Josef Bavorský           |  |                                     |                                       |  |  |  |  |  |  |  |                                |
|                  |                                       |  |                                     |                                       |  |  |  |  |  |  |  |                                |
|                  |                                       |  |                                     | Josef Karel Falcko-Sulzbašský         |  |  |  |  |  |  |  |                                |
|                  |                                       |  |                                     |                                       |  |  |  |  |  |  |  |                                |
|                  | Marie Františka Falcko-Sulzbašská     |  |                                     |                                       |  |  |  |  |  |  |  |                                |
|                  |                                       |  |                                     |                                       |  |  |  |  |  |  |  |                                |
|                  |                                       |  |                                     | Alžběta Augusta Falcko-Neuburská      |  |  |  |  |  |  |  |                                |
|                  |                                       |  |                                     |                                       |  |  |  |  |  |  |  |                                |
|                  | Ludovika Bavorská                     |  |                                     |                                       |  |  |  |  |  |  |  |                                |
|                  |                                       |  |                                     |                                       |  |  |  |  |  |  |  |                                |
|                  |                                       |  |                                     | Karel Fridrich Bádenský               |  |  |  |  |  |  |  |                                |
|                  |                                       |  |                                     |                                       |  |  |  |  |  |  |  |                                |
|                  | Karel Ludvík Bádenský                 |  |                                     |                                       |  |  |  |  |  |  |  |                                |
|                  |                                       |  |                                     |                                       |  |  |  |  |  |  |  |                                |
|                  |                                       |  |                                     | Karolína Luisa Hesensko-Darmstadtská  |  |  |  |  |  |  |  |                                |
|                  |                                       |  |                                     |                                       |  |  |  |  |  |  |  |                                |
|                  | Karolína Frederika Vilemína Bádenská  |  |                                     |                                       |  |  |  |  |  |  |  |                                |
|                  |                                       |  |                                     |                                       |  |  |  |  |  |  |  |                                |
|                  |                                       |  |                                     | Ludvík IX. Hesensko-Darmstadtský      |  |  |  |  |  |  |  |                                |
|                  |                                       |  |                                     |                                       |  |  |  |  |  |  |  |                                |
|                  | Amálie Hesensko-Darmstadtská          |  |                                     |                                       |  |  |  |  |  |  |  |                                |
|                  |                                       |  |                                     |                                       |  |  |  |  |  |  |  |                                |
|                  |                                       |  |                                     | Karolína Falcko-Zweibrückenská        |  |  |  |  |  |  |  |                                |
|                  |                                       |  |                                     |                                       |  |  |  |  |  |  |  |                                |

Zdroj: 